# Inmigración alemana en Paraguay
La inmigración alemana en Paraguay ha sido uno de los fenómenos migratorios más importantes que tuvo esta nación sudamericana, aunque no en números absolutos de colonos, sí por su implicación histórica, desarrollándose principalmente entre los años de 1870 y 1936. En 2005, su población —contando descendientes e incluyendo menonitas— se estimaba en alrededor de 320 000 personas.

## Historia

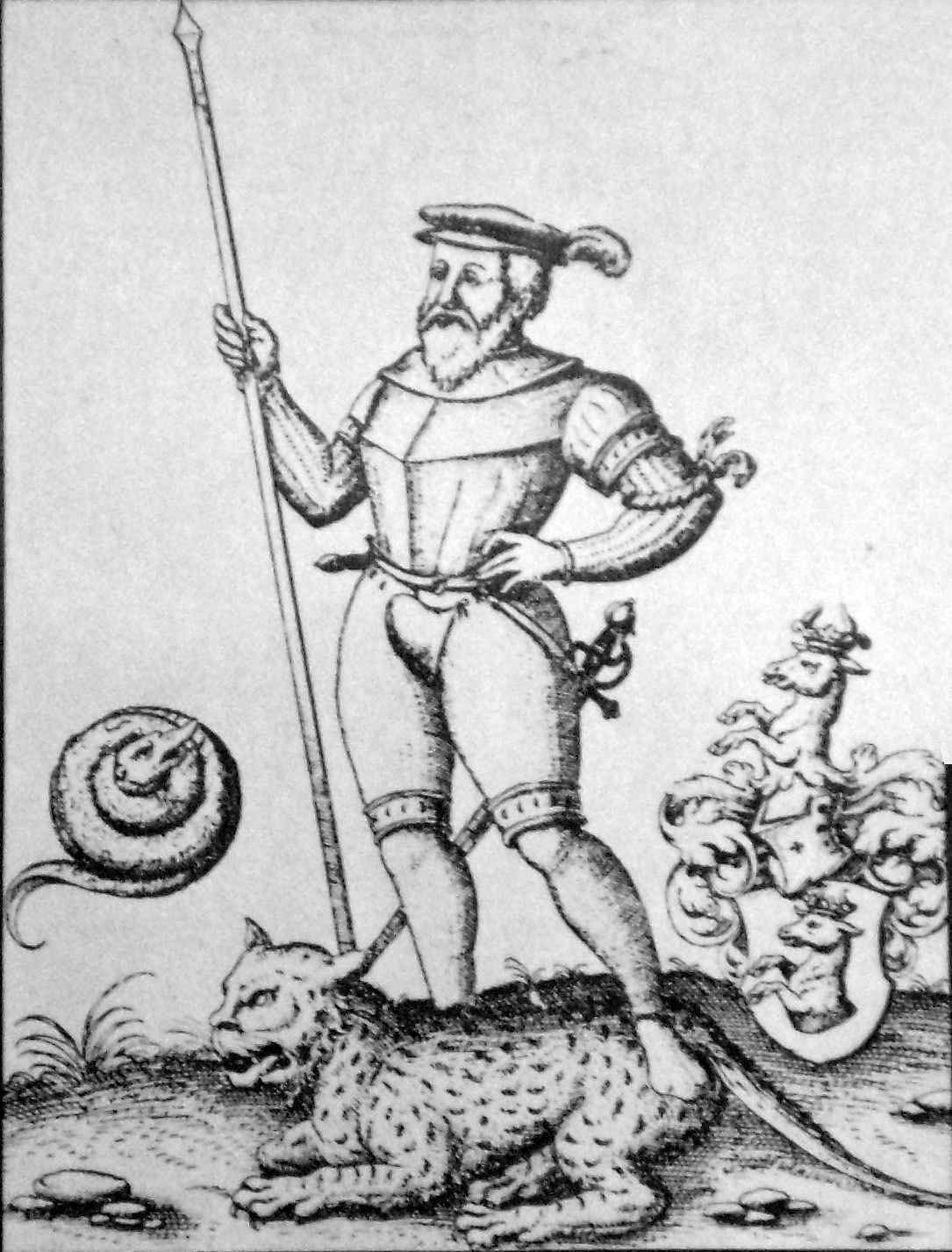
Ulrich Schmidl, primer cronista del Río de la Plata. Grabado de la edición de su relato por Levinus Hulsius (1599).

La presencia alemana en Paraguay se remonta a los primeros años de la conquista, pues en 1535, con la expedición de don Pedro de Mendoza, vinieron al Río de la Plata unos ochenta alemanes. Entre ellos estaba Ulrich Schmidl, el cronista de la fundación de Asunción.
Luego de la guerra de la Triple Alianza, varios contingentes de inmigrantes se instalaron el país. El primer grupo importante fue de unos 150 colonos que se radicaron en Yaguarón, entre 1870 y 1872.
Al mismo tiempo, en Asunción se instalaba Christian Heisecke, comerciante y contador alemán, oriundo de Baja Sajonia, quien en 1879 realiza los contactos para la creación de la primera colonia alemana en el país. 
Es así que en 1881 arribaron 200 colonos que fundan San Bernardino, de los cuales 70 se radicaron en Altos, nombrándose administrador de la colonia al suizo-alemán Santiago Schaerer.
En 1895, Christian Heisecke siendo cónsul general del Imperio austro-húngaro y representante de varios gobiernos del centro de Europa realiza los contactos para la creación de una segunda colonia alemana a orillas del río Paraná, fundándose con agricultores alemanes provenientes de Rio Grande do Sul la colonia Hohenau. 
Paralelamente, en 1887, Bernhard Förster, cuñado del filósofo Friedrich Nietzsche, funda la colonia Nueva Germania, en el departamento de San Pedro. La principal actividad de estos colonos fue la explotación de la yerba mate.
El 17 de enero de 1919, se funda la Colonia Independencia, siendo algunos de sus pobladores iniciales militares retirados del ejército alemán de la Primera Guerra Mundial.

## Asentamiento

### San Bernardino

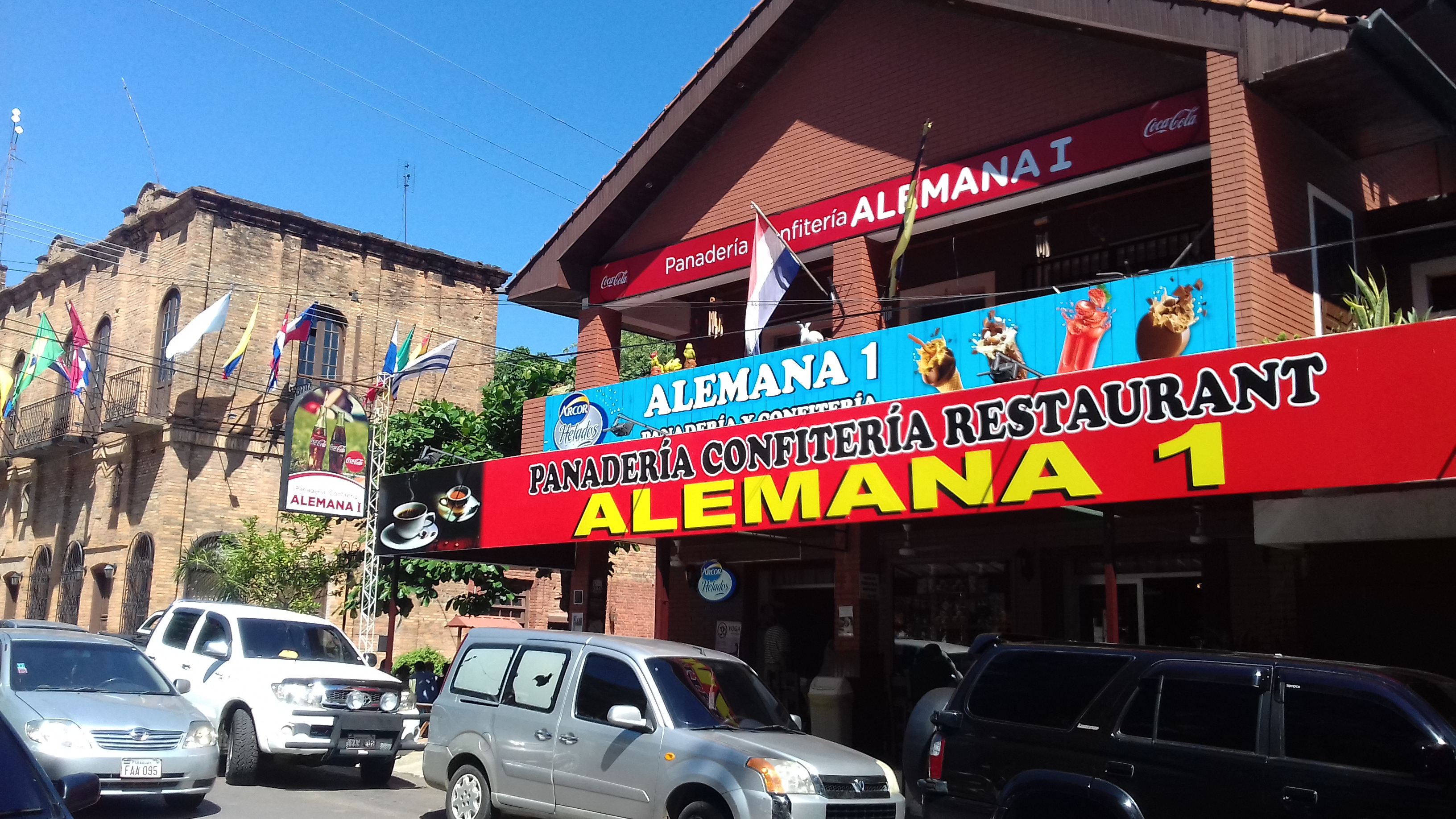
La Confitería Alemana en San Bernardino es un tradicional punto de encuentro durante todo el año.

En 1879, el ciudadano alemán Christian Heisecke y el ciudadano suizo Santiago Otto Schaerer hicieron los contactos para crear la primera colonia alemana en el Paraguay, iniciando ese año el intercambio epistolar entre los colonos y el presidente Cándido Bareiro.
La propuesta del gobierno incluía que cada familia de colonos recibirían: un terreno, una yunta de bueyes, semillas necesarias para el cultivo, pasaje desde Buenos Aires hasta Asunción y 6 meses de manutención.
Tras la muerte de Cándido Bareiro, llegan los primeros colonos (en total fueron 200) se produjo en 1881, con las tierras ofrecidas en la zona denominada Taruma de Luque, que luego fue reubicada durante el gobierno de Bernardino Caballero.
Fue así como el 24 de agosto de 1881, bajo el gobierno de Bernardino Caballero, se funda la colonia de San Bernardino, con inmigrantes alemanes y suizos.
Algunos de esos colonos de San Bernardino fueron: Siedow, Schoenfeld, Degenherd, Staenzel y Wache.

### Altos
De los 200 colonos llegados a San Bernardino, 70 se instalaron en Altos, también en el año 1881. Al año siguiente, realizaron las primeras enseñanzas en alemán para los hijos de los inmigrantes, en una casa privada.
El 9 de septiembre de 1893 fue fundado el Club Alemán Patria (Deutscher Schiess- und Sport-Verein), cuyo edificio está a orillas de la Plaza de los Héroes.
En el año 1896 se inaugura el edificio propio de la Escuela Alemana Patria (Deutsche Schule). Luego, en el año 1926, se unieron la Escuela Alemana Patria, el Cementerio Alemán bajo la directiva del Club Alemán Patria, según consta en el libro de actas.
Gotthold Otto ha sido uno de los patriarcas alemanes de Altos, con numerosos descendientes que han hecho y hacen una activa militancia social y política en la ciudad.

### Hohenau

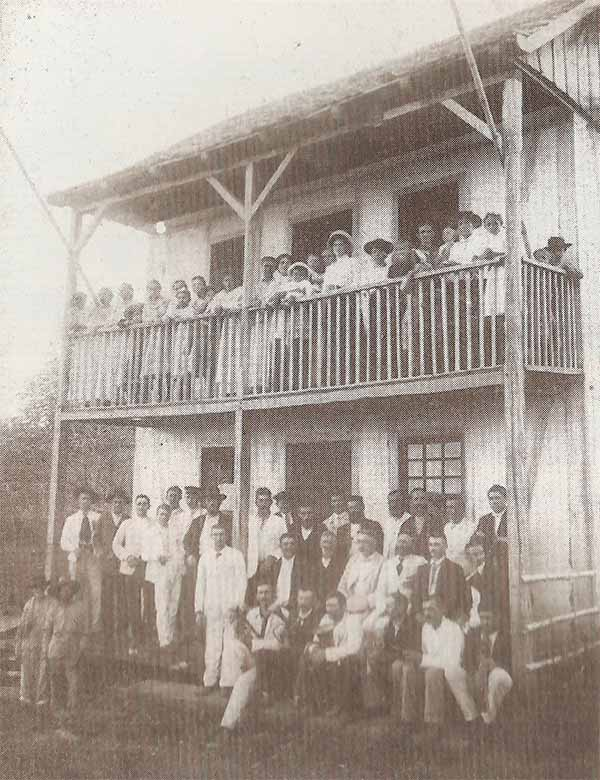
Primeros pobladores de Hohenau.

En 1895, Christian Heisecke realiza contactos para la creación de la segunda colonia alemana en el país, tomando contacto con los señores Carlos Reverchon, Guillermo Closs y los hermanos Esteban y Ambrosio Schöller. Varios de ellos, incluido Closs, desde Alemania se instalaron primero en Sierra Pelada (Río Grande do Sul, Brasil), trasladándose más tarde al Paraguay y planificando la instalación de la nueva colonia a orillas del río Paraná,
En fecha 12 de septiembre de 1898, el gobierno otorgó por decreto un lote de tierra de 16 leguas cuadradas en zona de Encarnación a Closs y Reverchon. y oficialmente la colonia se funda el 14 de marzo de 1900 con el nombre de Hohenau

### Nueva Germania
En 1887 se estableció la colonia Nueva Germania, fundada el 23 de agosto de aquel año, por el doctor Bernard Förster, médico alemán casado con la hermana del célebre filósofo Friedrich Nietzsche.
El Dr. Förster llegó al Paraguay en 1883, cansado de la situación sociopolítica que se vivía en su país. Primero se asentó en San Bernardino y recorrió el interior del país, en busca de concretar su utopía: la de crear una “Nueva Germania, una colonia aria, donde no hubiesen judíos, no se practicase la vivisección de animales, reinase el vegetarianismo y donde el cristianismo tuviese matices originales”.
Luego regresó brevemente a Alemania y donde contrajo matrimonio con Elizabeth Nietzsche.
Ya en noviembre de 1886 encontró a orillas del río Aguaray, como sitio ideal para comenzar el sueño de crear la colonia aria. En 1887 el gobierno paraguayo cedió 12 leguas cuadradas de tierra a Foerster, quien a su vez entregó 2.000 pesos de garantía y se comprometió a asentar allí a 140 familias europeas. Catorce familias fueron las iniciadoras de Nueva Germania. Uno de los pioneros fue el botánico Friedrich Neumann, el cual reflotó viejos conocimientos jesuíticos para el cultivo de la yerba mate, que luego fueron implementados en otros puntos del país, en la Argentina, Brasil y Uruguay; iniciando de esta manera, una floreciente actividad industrial.
La idea de Förster era la de crear una población netamente germana, a fin de mantener la “pureza” de la raza aria y donde no se conocieran las limitaciones impuestas por una sociedad convencional. Pero poco después de su establecimiento, el proyecto fracasó, en gran parte, porque los colonos no tardaron en relacionarse con las mujeres paraguayas y porque muchos de sus postulados eran realidades palpables en el Paraguay a fines del siglo XIX.
Vencido el plazo, Förster no cumplió su compromiso, y estaba abonando fuertes intereses; se convenció del fracaso de su proyecto, por lo que en la tarde del 2 de junio de 1889, en San Bernardino, en el Hotel del Lago se envenenó y murió al día siguiente. Su cuerpo fue enterrado en el cementerio alemán.

### Capitán Meza
Tras haber vivido algún tiempo en Entre Ríos y Hohenau, en 1904, Don Friedrich Christian Mayntzhusen (nacido en el año 1873, en Hamburgo) recibió una herencia paterna y con ese dinero compró tierras en la costa paraguaya del Paraná, concretamente en la desembocadura del arroyo Yaguarazapá. En ese lugar comenzó sus investigaciones sobre la cultura y origen de los Aché.
En 1907 comenzó a colonizar dichas tierras, vendiéndolas a los colonos alemanes, alemanes-brasileros y algunos paraguayos.
Los primeros inmigrantes de la Colonia Mayntzhusen fueron:
Bernardo Maas, Gustavo Behr, Gotthold Scholz, Enrique Beling, Karl Hammel, Konrad Frohnöffer, Karl Löbel, Otto Rang, Johann Deutsmann, Johann Gerstenkorn, Eduard Kinsel, Ernst Gerke, August Schulz, Karl Redecker, Gottfried Kocher, Gustav Tobin, Gotthelf Schüle, Ernst Schreiner, Wilhelm Falke, Peter Schmitz.
Estas personas inmigraron con familias y otros solteros entre los años 1908 a 1911, aproximadamente. Todas las familias se dedicaron a la agricultura (cultivaban mandioca y poroto), a la producción de miel de abejas, a la cría de cerdos para obtener grasa y carne, y a la plantación de yerba mate.
Al ser elevado a distrito en 1955, la antigua colonia recibió el nombre Capitán Meza, en homenaje al comandante de la armada paraguaya durante la guerra contra la Triple Alianza, Pedro Ignacio Meza.

### Cambyretá
El primer inmigrante alemán que llegó a Cambyretá fue Andres Gassner, el 1 de septiembre de 1911, quien junto con su esposa Gredel, provenían de la región de Baviera. Ambos construyeron su casa con tallo de palmeras y techo de tablillas.
Poco después se les sumaron otras familias, como la de Hans Lai, los Oberladstater (austríacos), Juliuz Steckel, Paul Kraus, Hugo Hoffmann, Otto Obrist, Gustavo Kunritz, Rudolf Sigmund, Hans Otto, Georg Korner, Dreger, Adamy, Schult, Johann Feil, Ernst Pretzel, Ludvig Fauth, August Schindler, Rudolf Luch.
Otro grupo estuvo compuesto por Gustavo Miehe, August Ende, Heinri Buttner, Paul Ficher, Kristof y Wilheln Tiede, los hermanos August y Johan Lutz, Gottlieb Radke, Herman y Emil Kisser, Julius Kufeld y Gerardo Thyen.
Hasta la fecha muchas familias muy conocidas en Cambyretá Centro son descendientes de estos inmigrantes.

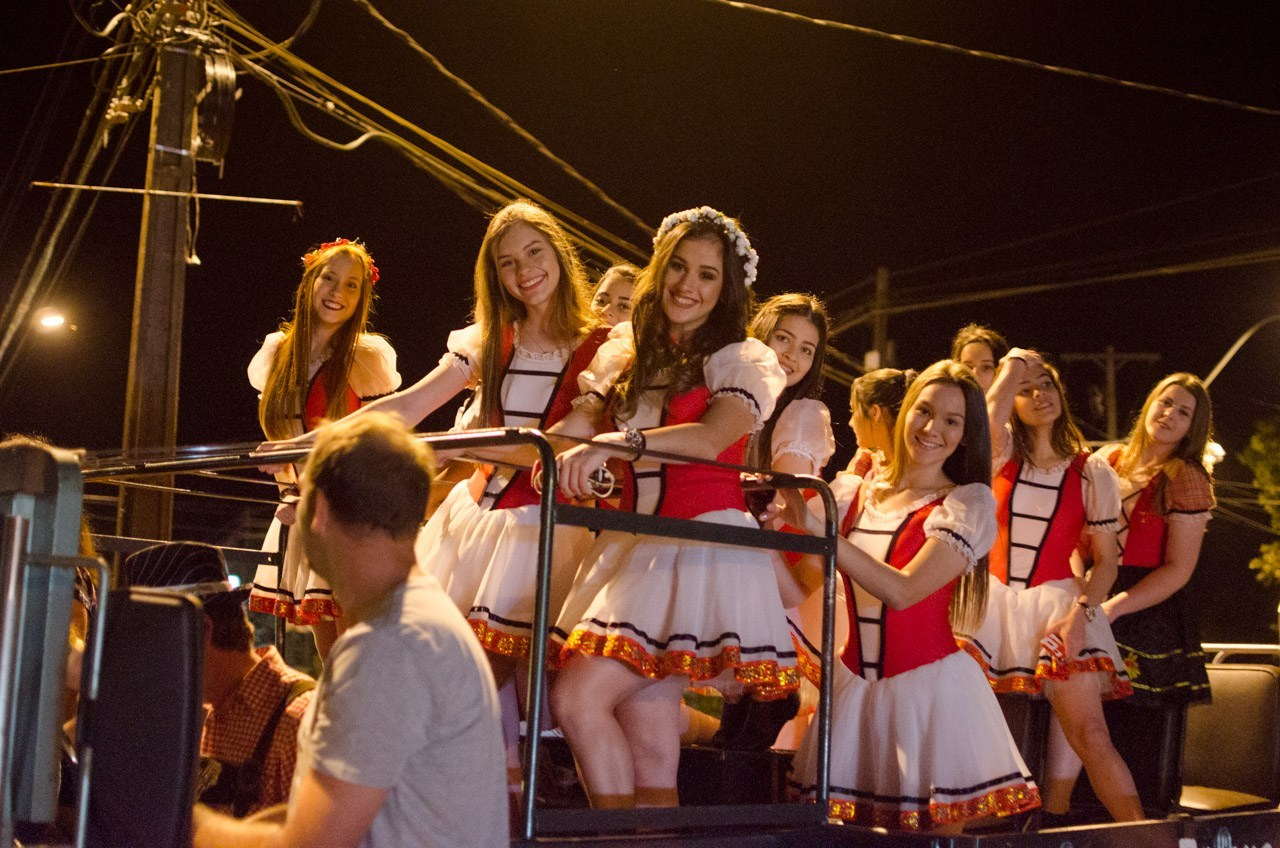
Jovencitas de la escuela de danzas de Obligado promocionando la Choppfest 2017.

### Obligado
Pastor Obligado era el nombre de un doctor argentino que poseía tierras en Paraguay y donde hoy se encuentra asentada la ciudad que lleva ese nombre.
Fue fundada el 25 de mayo de 1912 cuando dichas parcelas fueron mensuradas y los colonos europeos comenzaron a poblarlas.
Es un distrito pujante y trabajador, llamado hoy en día "Capital Industrial de Itapúa" o "Capital del Cooperativismo". Forma parte de lo que se conoce como las "Colonias Unidas" ya que Obligado junto con Hohenau y Bella Vista Sur son ciudades que se encuentran juntas una con otra.

### Bella Vista
Fue fundada el 12 de octubre de 1918 por los inmigrantes alemanes Joseph Bohn y Erdmann Fischer. Se elevó a distrito por decreto Ley N.º 207, de fecha 4 de septiembre de 1959. Está considerada hoy una de las localidades más activas de Itapúa y es conocida como la “capital de la yerba mate”.

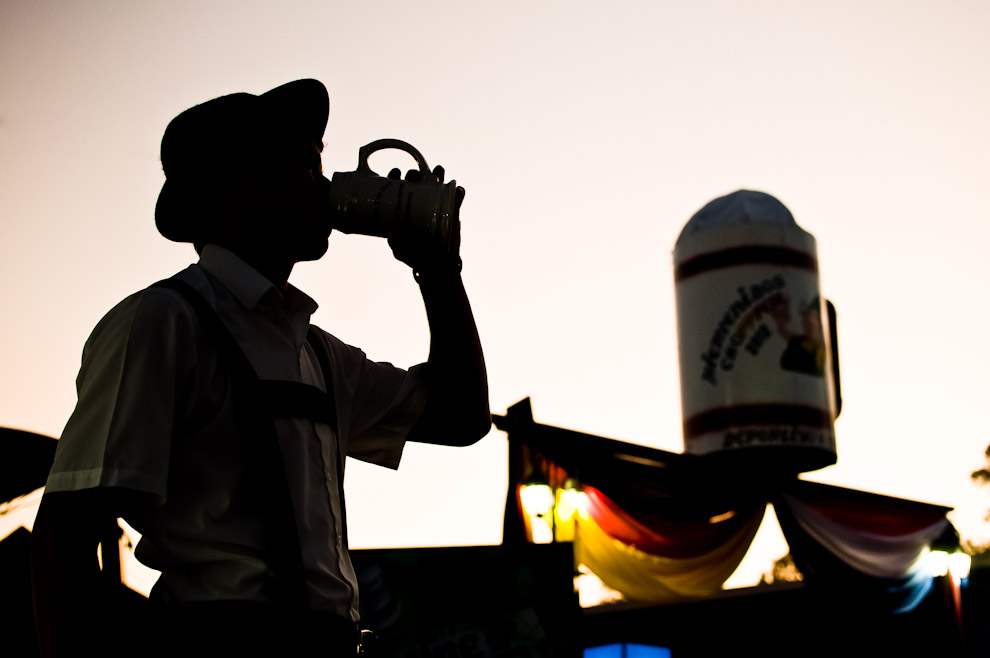
Joven bebiendo un vaso de cerveza frente al Club Alemán de Independencia.

### Independencia Nacional
Al finalizar la Primera Guerra Mundial, numerosas familias alemanas se instalaron en el paraje antiguamente denominado Muvevó, en el Guairá.
El 9 de octubre de 1919 fue fundada la colonia Independencia Nacional, dependiente del distrito de Mbocajaty. Ante el crecimiento que experimentó la misma con el arribo de más inmigrantes alemanes, austriacos y suizos, se decidió la creación del distrito el 16 de junio de 1955.
Pese a esto, es muy común que la gente continúe llamándola "Colonia Independencia".

### Colonia Sudetia
Unas 20 familias formaron el grupo de los primeros adelantados alemanes de los Sudetes que llegaron a Paraguay en 1933 buscando donde vivir, pues la mayoría eran exiliados políticos.
El grupo desembarcó en el puerto de Asunción, viajaron en tren hasta Villarrica y luego a Paso Yobái, en donde fundaron la colonia llamada Sudetia, en homenaje a la región Sudetes, colindante con Checoslovaquia.
Los inmigrantes se instalaron en medio de la selva, donde comenzaron a edificar sus viviendas con materiales extraídos del lugar: horcones, paredes, pisos y techos de madera.
Los primeros tiempos fueron difíciles para los colonos, pues tuvieron que alimentarse de los animales silvestres y luego de los cultivos; una vez que los lugareños les enseñaron a plantar mandioca, poroto y maíz, entre otros.

### Otras comunidades
También se hallan asentados tanto alemanes como sus descendientes, en las localidades de Areguá, Luque, Itauguá, Ypacaraí, Atyrá, Piribebuy, Nueva Colombia, J. Eulogio Estigarribia, Azotey y Encarnación.

## La Colonia Neufeld
En 2005, se anunció que una nueva colonia de inmigrantes alemanes se instalaría en el país.
Fue denominada Colonia Neufeld y se ubicó a unos 50 kilómetros de Yuty, departamento de Caazapá. Allí se pretendía asentar a unas las 600 familias de alemanes de Rusia, las cuales formaban parte de las aproximadamente cinco millones de personas repatriadas con la caída de la Unión Soviética.
La colonia fue ideada por empresario alemán Nikolai Neufeld. El mismo había hablado de una inversión de 60 millones de euros (447.000 millones de guaraníes), en cinco años.
Se había estipulado que cada familia alemana vendría con unos 100 mil euros para iniciar los trabajos de fundación de la nueva comunidad, y la Cooperativa Neufeld sería el nexo comercial de los futuros pobladores del distrito de Yuty.
Muchos de los colonos invirtieron todos sus ahorros para adquirir inmuebles de entre cuatro o seis hectáreas para el cultivo de macadamia y otro predio pequeño para la construcción de sus viviendas. Algunos inclusive construyeron lujosas viviendas, similares a las de las grandes urbes.
Pero con el correr de los años, los inmigrantes se dieron cuenta de que no contaban con el título de la propiedad que adquirieron y que todas pertenecían legalmente a Nikolai Neufeld. Según denuncias, cuando comenzaron los reclamos, inmediatamente recibieron como respuesta amenazas, tortura sicológica y algunos colonos abandonaron la colonia y retonaron hacia Alemania. Muchos tuvieron que rematar sus bienes para poder sobrevivir.
De forma conjunta, los alemanes resolvieron denunciar a Neufeld, acusándolo de estafar a más de 1.900 personas con la venta de tierras a 2.400 euros la hectárea, con un proyecto supuestamente fantástico, con agricultura floreciente e industrias de Primer Mundo. Asimismo, negaron que el asentamiento fuese un modelo de colonia, tal como afirmaban los abogados del mismo.
Efectivamente, un equipo periodístico constató la situación de semiabandono en que se encontraba la comunidad, hallando un club y una estación de servicios descuidados, la construcción de una escuela y de un hospital paralizadas, así como las plantaciones de macadamia inundadas de malezas.

#### Cultura
A pesar del tiempo que lleva establecida en el Paraguay, la colectividad alemana mantiene fuertes vínculos con su cultura. Sus miembros continúan reuniéndose en escuelas, iglesias y sedes sociales deportivas con sello característicamente alemán.
En las antiguas colonias, como por ejemplo Nueva Germania, los descendientes de los inmigrantes tratan de conservar la lengua alemana y las comidas. La torta alemana y pan forman parte siempre del menú.
En esa ciudad, la mayoría habla y escribe el alemán, y un hecho que llama la atención es que todos hablan perfectamente el guaraní, en tanto muy poco hablan el español. Afirman que les cuesta más aprender este idioma.
También se mantienen muchas casas con el estilo arquitectónico del país europeo. Una de las más emblemáticas es el Hotel del Lago, que se encuentra en el centro de la ciudad de San Bernardino, y que hasta el día de hoy es un punto obligado para los veraneantes.
Varias son las instituciones educativas que mantienen los colores alemanes en el uniforme de los estudiantes. Incluso algunas izan la bandera alemana en conmemoración a sus raíces germanas. Esta costumbre está muy arraigada en San Bernardino, Colonia Independencia, Hohenau y Nueva Germania

## Inmigración post-Covid 19
Un nuevo movimiento migratorio de alemanes hacia Paraguay se dio luego del brote de coronavirus. Si bien ya existían algunos europeos —particularmente jubilados— que buscaban una vida más relajada en ese país desde varios años antes, desde el 2021 una gran ola de migrantes llamó la atención de autoridades y de la prensa nacional e internacional. La dirección de Migraciones de Paraguay registró 1077 radicaciones en 2020 y 1638 en 2021, casi todas de forma permanente. Entre junio de 2021 y febrero de 2022 se expidieron 1324 residencias a ciudadanos alemanes, también existen algunos austriacos, suizos y de países del este de Europa como rusos y bielorrusos dentro de este movimiento.

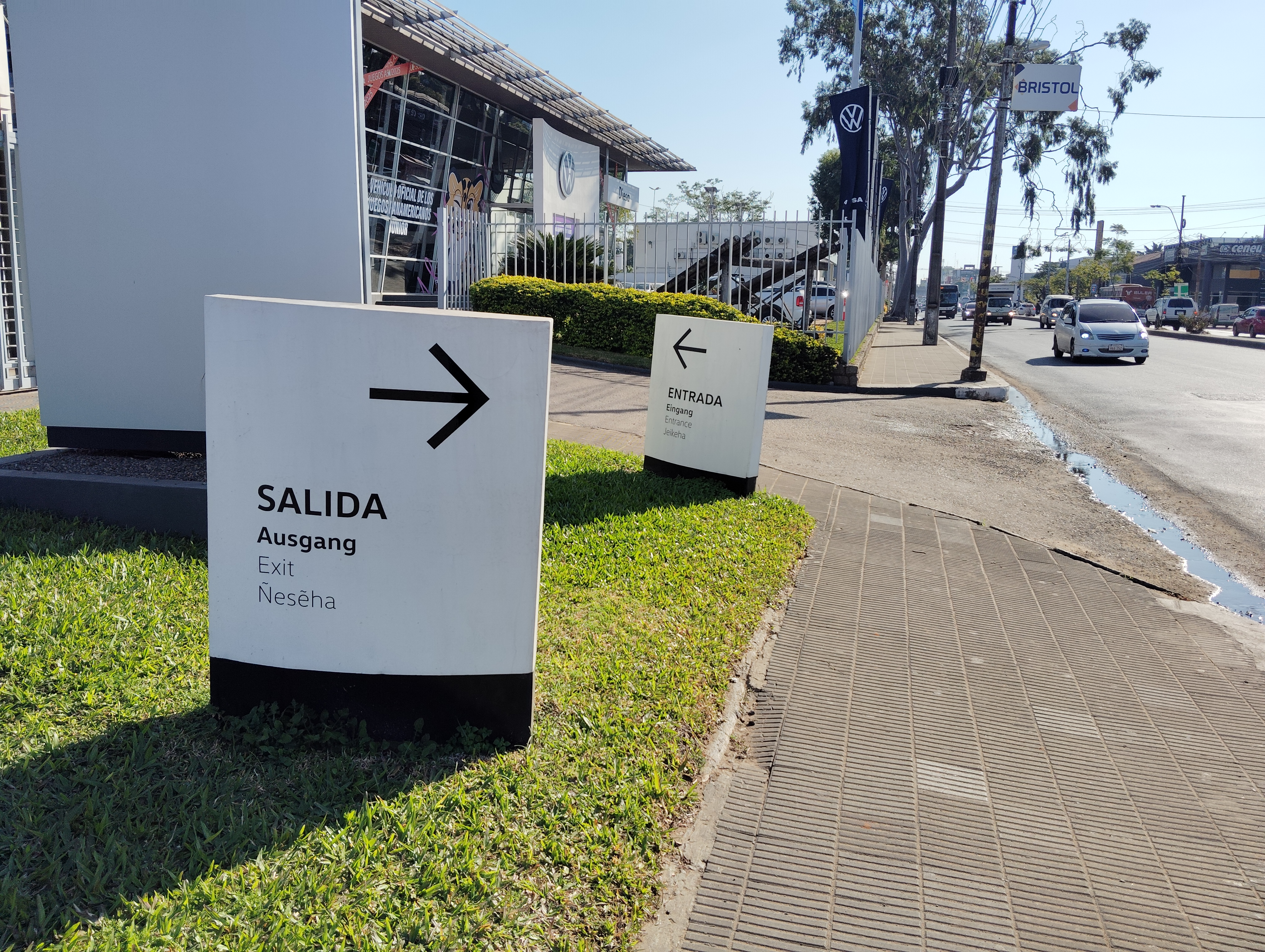
Cartel en Asunción escrito en 4 idiomas español, alemán, inglés y guaraní.

La mayoría se instala en Hohenau, Colonia Independencia y alrededores. 
Los principales motivos que los impulsaron a migrar son las restricciones impuestas por sus gobiernos durante la pandemia, la obligatoriedad de la vacuna y también el estilo de vida estresante, los altos impuestos y el descontento con sus políticos.